# Parasitellus
Parasitellus es un género de ácaros perteneciente a la familia Parasitidae.

## Especies
- Parasitellus arcticus (Karg, 1985)
- Parasitellus crinitus (Oudemans, 1903)
- Parasitellus fucorum de Geer, 1778
- Parasitellus hobbsi (Richards, 1976)
- Parasitellus ignotus (Vitzthum, 1930)
- Parasitellus inquilinobombus (Richards, 1976)
- Parasitellus jamalensis Davydova, 1988
- Parasitellus netskyi (Davydova and Bogdanov, 1976)
- Parasitellus papeis Karg, 1985
- Parasitellus perthecatuss (Richards, 1976)
- Parasitellus talparum (Oudemans, 1913)

(Eugamasus (?) ferox (Trägårdh, 1910) = Acarus fucorum De Geer, 1778 in Hyatt, 1980: 327 (synonymy)).